# John Hattie
John Allan Clinton Hattie, né le en 1950 à Timaru (Nouvelle-Zélande), est un chercheur en éducation néo-zélandais, spécialiste des sciences de l'éducation et de la pédagogie. Il est professeur et directeur de l’Institut de recherche en éducation à l’université de Melbourne en Australie. 

## L'apprentissage visible
John Hattie est l'auteur de Visible Learning, une étude visant à synthétiser les apprentissages signifiants dans les écoles, dans le but d'"optimiser l'effet des pratiques enseignantes sur l'apprentissage". Son étude est une "mega-analyse" qui fait la synthèse de plus de 900 méta-analyses, représentant environ 50'000 articles scientifiques, et portant sur environ 240 millions d'élèves.

### Ouvrages en anglais
Depuis la sortie de Visible Learning en 2008, John Hattie a publié chez Routledge plusieurs ouvrages qui complémentent son étude:
- Visible Learning for Teachers: Maximizing Impact on Learning (2011).
- Visible Learning and the Science of How We Learn (2013), avec Gregory Yates.
- Visible Learning into Action: International Case Studies of Impact (2015), avec Deb Masters et Kate Birch.
- Visible Learning: Feedback (2018), avec Shirley Clarke.
- 10 Mindframes for Visible Learning: Teaching for Success (2018), avec Klaus Zierer.
- Visible Learning Insights (2019), avec Klaus Zierer.
- Visible Learning: The Sequel (2023)

### Editions en français
Deux des ouvrages de John Hattie ont été traduits en français: 
- L'apprentissage visible pour les enseignants (traduction de Visible Learning for Teachers), publié en 2017 par les Presses de l'Université du Québec, dans une traduction de Marc Denis[4].
- L'apprentissage visible : ce que la science sait sur l'apprentissage (traduction de Visible Learning and the Science of How We Learn), publié en 2020 par les Editions de l'Instant Présent, dans une traduction de Marlène Martin[5].